# Украјина на Светском првенству у атлетици на отвореном 2019.
Украјина је на 17. Светском првенству у атлетици на отвореном 2019. одржаном у Дохи од 27. септембра до 6. октобра учествовала четрнаести пут, односно учествовала је под данашњим именом на свим првенствима од 1993. до данас. Репрезентацију Украјине представљала су 40 такмичара (16 мушкараца и 24 жене) који су се такмичили у 25 дисциплина (7 мушких, 15 женских и 1 мешовота).,
На овом првенству Украјина је делила 21 место по броју освојених медаља са 2 медаље (сребрне). У табели успешности према броју и пласману такмичара који су учествовали у финалним такмичењима (првих 8 такмичара) Украјина је са 10 учесника у финалу заузела 10. место са 44 бода.
| Плас. | Земља    | 1. место | 2. место | 3. место | 4. место | 5. место | 6. место | 7. место | 8. место | Бр. финал. | Бод. |
| ----- | -------- | -------- | -------- | -------- | -------- | -------- | -------- | -------- | -------- | ---------- | ---- |
| 10.   | Украјина | 0        | 2        | 0        | 2        | 3        | 2        | 1        | 0        | 10         | 44   |

## Учесници
| Мушкарци: - Сергиј Смелик — 200 м - Игор Порозов — Маратон - Данило Даниленко — 4х400 м (м+ж) - Олексиј Поздњаков — 4х400 м (м+ж) - Иван Лосјев — 20 км ходање - Виктор Шумик — 20 км ходање - Едуард Забузенко — 20 км ходање - Marian Zakalnytstyi — 50 км ходање - Валериј Литањук — 50 км ходање - Иван Бензерук — 50 км ходање - Андриј Проценко — Скок увис - Богдан Бондаренко — Скок увис - Михаило Кохан — Бацање кладива - Сергеј Перевозников — Бацање кладива - Сергиј Рахеда — Бацање кладива - Александар Ничипорчук — Бацање копља | Жене: - Олга Љахова — 800 м, 4х400 м - Наталија Пришчепа — 800 м - Олександра Шафар — Маратон - Хана Плотицина — 100 м препоне - Хана Рижикова — 400 м препоне, 4х400 м - Катерина Климик — 4х400 м, 4х400 м (м+ж) - Тетјана Мелник — 4х400 м, 4х400 м (м+ж) - Нађа Боровска — 20 км ходање - Ина Кашина — 20 км ходање - Олена Собчук — 50 км ходање - Христина Јудкина — 50 км ходање - Валентина Мирончук — 50 км ходање - Јарослава Махучих — Скок увис - Јулија Левченко — Скок увис - Ирина Герашченко — Скок увис - Марина Киплико — Скок мотком - Марина Бех-Романчук — Скок удаљ - Олга Саладуха — Троскок - Ана Красутска — Троскок - Наталија Семенова — Бацање диска - Ирина Климетс — Бацање кладива - Аљона Шамотина — Бацање кладива - Ирина Новожилова — Бацање кладива - Хана Хатско-Федусова — Бацање копља |  |

## Освајачи медаља (2)

### Сребро (2)
- Јарослава Махучих — скок увис
- Марина Бех-Романчук — скок удаљ

## Резултати

### Мушкарци
| Атлетичар           | Дисциплина     | Лични рекорд | Квалификације     | Квалификације     | Полуфинале            | Полуфинале   | Финале               | Финале               | Детаљи |
| Атлетичар           | Дисциплина     | Лични рекорд | Резултат          | Место             | Резултат              | Место        | Резултат             | Место                | Детаљи |
| ------------------- | -------------- | ------------ | ----------------- | ----------------- | --------------------- | ------------ | -------------------- | -------------------- | ------ |
| Сергеј Смелик       | 200 м          | 20,30        | 20,39 КВ          | 3. у гр. 6        | 20,55 (.547)          | 6. у гр. 1   | Није се квалификовао | 18 / 50 (53)         |        |
| Игор Порозов        | Маратон        | 2:14:31      |                   |                   |                       |              | 2:26:11              | 50 / 55 (73)         |        |
| Иван Лосев          | 20 км ходање   | 1:19:33      | 1:35:42           | 28 / 40 (53)      |                       |              |                      |                      |        |
| Виктор Шумик        | 20 км ходање   | 1:22:24      | 1:37:23           | 30 / 40 (53)      |                       |              |                      |                      |        |
| Едуард Забузенко    | 20 км ходање   | 1:22:16      | 1:41:04           | 34 / 40 (53)      |                       |              |                      |                      |        |
| Валериј Литањук     | 50 км ходање   | 3:51:27      | 4:42:18           | 25 / 28 (49)      |                       |              |                      |                      |        |
| Иван Банзерук       | 50 км ходање   | 3:44:49      | Није завршио трку | Није завршио трку |                       |              |                      |                      |        |
| Marian Zakalnytstyi | 50 км ходање   | 3:44:59      | 4:12:28 ЛРС       | 9 / 28 (49)       |                       |              |                      |                      |        |
| Богдан Бондаренко   | Скок увис      | 2,42 НР      | Без пласмана      | Без пласмана      |                       |              | Није се квалификовао | Није се квалификовао |        |
| Андриј Проценко     | Скок увис      | 2,36         | 2,26              | 7. у гр. Б        | Није се квалификовао  | 14 / 30 (31) |                      |                      |        |
| Михаило Кохан       | Бацање кладива | 76,68        | 76,56 КВ          | 4. у гр. А        | 77,39 ЛР              | 5 / 31       |                      |                      |        |
| Сергеј Перевозников | Бацање кладива | 76,93        | 72,16             | 14. у гр. А       | Нису се квалификовали | 27 / 31      |                      |                      |        |
| Сергиј Рахеда       | Бацање кладива | 76,92        | 71,28             | 15. у гр. Б       | Нису се квалификовали | 29 / 31      |                      |                      |        |

### Жене
| Атлетичарка                                              | Дисциплина     | Лични рекорд | Квалификације      | Квалификације      | Полуфинале            | Полуфинале            | Финале                | Финале             | Детаљи |
| Атлетичарка                                              | Дисциплина     | Лични рекорд | Резултат           | Место              | Резултат              | Место                 | Резултат              | Место              | Детаљи |
| -------------------------------------------------------- | -------------- | ------------ | ------------------ | ------------------ | --------------------- | --------------------- | --------------------- | ------------------ | ------ |
| Олга Љахова                                              | 800 м          | 1:58,64      | 2:01,47 кв         | 4. у гр. 4         | 2:00,72               | 3. у гр. 1            | Нису се квалификовале | 8 / 40 (41)        |        |
| Наталија Пришчепа                                        | 800 м          | 1:58,60      | 2:03,22 КВ         | 1. у гр. 5         | 2:01,24               | 5. у гр. 2            | Нису се квалификовале | 15 / 40 (41)       |        |
| Олександра Шафар                                         | Маратон        | 2:36:39      |                    |                    |                       |                       | Није завршила трку    | Није завршила трку |        |
| Хана Плотицина                                           | 100 м препоне  | 12,89        | 13,30              | 7. у гр. 4         | Није се квалификовала | Није се квалификовала | Није се квалификовала | 30 / 39 (40)       |        |
| Хана Рижикова                                            | 400 м препоне  | 54,35        | 55,11 КВ           | 1. у гр. 2         | 54,45 кв, ЛРС         | 3. у гр. 1            | 54,45 (.445) ЛРС      | 7 / 36 (39)        |        |
| Катерина Климик Олга Љакова Тетјана Мелник Хана Рижикова | 4 х 400 м      | 3:21,94 НР   | 3:26,57 КВ, НРС    | 3. у гр. 2         |                       |                       | 3:27,48               | 6 / 15 (16)        |        |
| Ина Кашина                                               | 20 км ходање   | 1:28:58      |                    |                    |                       |                       | 1:41:44               | 29 / 39 (45)       |        |
| Нађа Боровска                                            | 20 км ходање   | 1:29:22      | 1:38:35 ЛРС        | 20 / 39 (45)       |                       |                       |                       |                    |        |
| Олена Собчук                                             | 50 км ходање   | 4:17:07      | 4:33:38            | 4 / 17 (24)        |                       |                       |                       |                    |        |
| Христина Јудкина                                         | 50 км ходање   | 4:19:57      | 4:36:00            | 6 / 17 (24)        |                       |                       |                       |                    |        |
| Валентина Мирончук                                       | 50 км ходање   | 4:15:50 НР   | Није завршила трку | Није завршила трку |                       |                       |                       |                    |        |
| Јарослава Махучик                                        | Скок увис      | 2,00         | 1,94 КВ            | 4. у гр. А         |                       |                       | 2,04 СРј, ЛР          |                    |        |
| Јулија Левченко                                          | Скок увис      | 2,02         | 1,92 кв            | 4. у гр. Б         | 2,00                  | 4 / 30                |                       |                    |        |
| Ирина Герашченко                                         | Скок увис      | 1,99         | 1,85               | 11. у гр. Б        | Нису се квалификовале | 23 / 30               |                       |                    |        |
| Марина Киплико                                           | Скок мотком    | 4,82 НР      | 4,50               | 11. у гр. Б        | Нису се квалификовале | 21 / 31 (32)          |                       |                    |        |
| Марина Бех-Романчук                                      | Скок удаљ      | 6,93         | 6,74 кв            | 2. у гр. Б         | 6,92 ЛРС              |                       |                       |                    |        |
| Олга Саладуха                                            | Троскок        | 14,99        | 14,32 КВ           | 3. у гр. А         | 14,52 ЛРС             | 5 / 26 (28)           |                       |                    |        |
| Ана Красутска                                            | Троскок        | 14,15        | 13,16              | 13. у гр. Б        | Нису се квалификовале | 25 / 26 (28)          |                       |                    |        |
| Наталија Семенова                                        | Бацање диска   | 64,70        | 54,68              | 11. у гр. А        | Нису се квалификовале | 25 / 29 (30)          |                       |                    |        |
| Ирина Климетс                                            | Бацање кладива | 72,67        | 72,93 КВ, ЛР       | 2. у гр. А         | 73,56 ЛР              | 5 / 30                |                       |                    |        |
| Аљона Шамотина                                           | Бацање кладива | 72,37        | 67,30              | 14. у гр. Б        | Нису се квалификовале | 24 / 30               |                       |                    |        |
| Ирина Новожилова                                         | Бацање кладива | 71,25        | 65,31              | 15. у гр. А        | Нису се квалификовале | 30 / 30               |                       |                    |        |
| Хана Хатско-Федусова                                     | Бацање копља   | 67,29 НР     | 55,84              | 13. у гр. Б        | Нису се квалификовале | 26 / 31               |                       |                    |        |

### Мешовито
| Атлетичари                                                                        | Дисциплина | Лични рекорд | Квалификације | Квалификације | Полуфинале | Полуфинале | Финале                   | Финале  | Детаљи |
| Атлетичари                                                                        | Дисциплина | Лични рекорд | Резултат      | Место         | Резултат   | Место      | Резултат                 | Место   | Детаљи |
| --------------------------------------------------------------------------------- | ---------- | ------------ | ------------- | ------------- | ---------- | ---------- | ------------------------ | ------- | ------ |
| Данило Даниленко (м) Тетјана Мелник (ж) Катерина Климик (ж) Олексиј Поздњаков (м) | 4 х 400 м  | 3:16,65 НР   | 3:17,50       | 7. у гр. 1    |            |            | Нису су се квалификовали | 10 / 16 |        |